# 札幌市豊平区体育館
札幌市豊平区体育館（さっぽろしとよひらくたいいくかん）は、北海道札幌市豊平区月寒東に所在する、札幌市の地区体育館。
1984年（昭和59年）10月10日開館。

## 概要
札幌市の地区体育館のなかでは競技室の面積が一番大きく（1885m2）、唯一ハンドボールの公式コートが設定できる。また、屋外の野球場施設は、少年野球・リトルシニアなど地区大会の球場としても使用される。
施設は札幌市が所有し、（一財）札幌市スポーツ協会が指定管理者として運営管理を行う。

## 設備
- 競技室 - バドミントン12面・卓球24台・バスケットボール2面・テニス2面・バレーボール2面・ハンドボール1面（公式コート）・フットサル2面
- 体育室 - バドミントン3面・卓球14台・バレーボール1面
- 屋外 - 野球場1面
- その他 - 格技室・トレーニング室・トレーニングデッキ・ランニングコース・会議室（多目的室）・幼児室

## 所在地
- 北海道札幌市豊平区月寒東2条20丁目4-15

## 交通機関
路線バス
- 北海道中央バス（大曲・平岡営業所）「月寒東3条19丁目」停留所
- 北海道中央バス（大曲・平岡・新千歳空港連絡バス）、北都交通「月寒東1条19丁目」停留所

自家用車
- 駐車場有（最大収容100台）